# Federación Europea de Curling
La Federación Europea de Curling (en inglés, European Curling Federation, ECF) era una organización que se dedicaba a regular las normas del deporte de curling a nivel europeo. Subordinada a la Federación Mundial de Curling, la ECF anunció su disolución en diciembre de 2012.
Fue fundada en marzo de 1975, y su último presidente fue el finlandés Olli Rissanen.

## Eventos
Las principales competiciones organizadas por la ECF eran:
- Campeonato Europeo de Curling Masculino
- Campeonato Europeo de Curling Femenino

## Organización

### Presidentes
| N.º | Periodo     | Nombre                | País         |
| --- | ----------- | --------------------- | ------------ |
| 1   | 1975 – 1977 | Jean Schild           | Suiza        |
| 2   | 1977 – 1979 | Bob Grierson          | Escocia      |
| 3   | 1979 – 1983 | Birger Mortensen      | Noruega      |
| 4   | 1983 – 1988 | Eric Harmsen          | Países Bajos |
| 5   | 1988 – 1992 | Sten Willer-Andersen  | Dinamarca    |
| 6   | 1992 – 2000 | Roy Sinclair          | Escocia      |
| 7   | 2000 – 2008 | Malcolm Richardson    | Escocia      |
| 8   | 2008 – 2011 | Andrew Ferguson-Smith | Andorra      |
| 9   | 2011 – 2012 | Olli Rissanen         | Finlandia    |

### Federaciones nacionales
En 2011 la ECF contaba con la afiliación de 38 federaciones nacionales.
| N.º | País            | Federación                               | Página web                                           |
| --- | --------------- | ---------------------------------------- | ---------------------------------------------------- |
| 1   | Alemania        | Deutscher Curling-Verband                |                                                      |
| 2   | Andorra         | Associació Andorrana de Curling          |                                                      |
| 3   | Armenia         | Federación de Curling de Armenia         |                                                      |
| 4   | Austria         | Österreichischer Curling Verband         |                                                      |
| 5   | Bélgica         | Asociación Belga de Curling              |                                                      |
| 6   | Bielorrusia     | Asociación Bielorrusa de Curling         |                                                      |
| 7   | Bulgaria        | Asociación Búlgara de Curling            |                                                      |
| 8   | Croacia         | Hrvatski curling savez                   |                                                      |
| 9   | Dinamarca       | Dansk Curling Forbund                    |                                                      |
| 10  | Escocia         | Royal Caledonian Curling Club            |                                                      |
| 11  | Eslovaquia      | Slovenský curlingový zväz                |                                                      |
| 12  | Eslovenia       | Curling zveza Slovenije                  |                                                      |
| 13  | España          | Federación Española de Deportes de Hielo |                                                      |
| 14  | Estonia         | Eesti Curlingu Liit                      |                                                      |
| 15  | Finlandia       | Suomen Curlingliitto                     |                                                      |
| 16  | Francia         | Fédération française des sports de glace |                                                      |
| 17  | Gales           | Welsh Curling Association                |                                                      |
| 18  | Grecia          | Federación Helénica de Curling           |                                                      |
| 19  | Hungría         | Magyar Curling Szövetség                 |                                                      |
| 20  | Inglaterra      | English Curling Association              |                                                      |
| 21  | Irlanda         | Irish Curling Association                |                                                      |
| 22  | Islandia        | Asociación Islandesa de Curling          |                                                      |
| 23  | Italia          | Federazione Italiana Sport del Ghiaccio  |                                                      |
| 24  | Letonia         | Latvijas kērlinga asociācijas            |                                                      |
| 25  | Liechtenstein   | Liechtenstein Curling-Verband            |                                                      |
| 26  | Lituania        | Lietuvos Kerlingo Asociacija             |                                                      |
| 27  | Luxemburgo      | Asociación Luxemburguesa de Curling      |                                                      |
| 28  | Noruega         | Norges Curlingforbund                    |                                                      |
| 29  | Países Bajos    | Nederlandse Curling Bond                 |                                                      |
| 30  | Polonia         | Polski Związek Curlingu                  | Archivado el 25 de abril de 2017 en Wayback Machine. |
| 31  | República Checa | Český svaz curlingu                      |                                                      |
| 32  | Rumania         | Federaţia Română de Curling              |                                                      |
| 33  | Rusia           | Federación Rusa de Curling               |                                                      |
| 34  | Serbia          | Nacionalni savez za karling Srbije       |                                                      |
| 35  | Suecia          | Svenska Curlingförbundet                 |                                                      |
| 36  | Suiza           | Swiss Curling Association                |                                                      |
| 37  | Turquía         | Türkiye Buz Pateni Federasyonu           |                                                      |
| 38  | Ucrania         | Federación Ucraniana de Curling          |                                                      |